# Maratona aquática no Campeonato Mundial de Esportes Aquáticos de 2009
Os eventos da maratona aquática no Campeonato Mundial de Esportes Aquáticos de 2009 ocorreram entre 21 e 25 de julho em Óstia, nos arredores de Roma.

## Calendário
| Julho/Agosto         | 17 | 18 | 19 | 20 | 21 | 22 | 23 | 24 | 25 | 26 | 27 | 28 | 29 | 30 | 31 | 1 | 2 | T |
| -------------------- | -- | -- | -- | -- | -- | -- | -- | -- | -- | -- | -- | -- | -- | -- | -- | - | - | - |
| Maratona aquática[a] |    |    |    |    | 2  | 2  |    |    | 2  |    |    |    |    |    |    |   |   | 6 |

- a Inicialmente as maratonas aquáticas estavam marcadas para os dias 19, 21, 22, 23 e 25. Devido a uma forte ventania que destruiu em parte as instalações montadas para a prova,[2] a Federação Internacional de Natação decidiu adiar as provas.[3]

## Eventos
| Prova          | Dia      |
| -------------- | -------- |
| 5km masculino  | 21/julho |
| 5km feminino   | 21/julho |
| 10km masculino | 22/julho |
| 10km feminino  | 22/julho |
| 25km masculino | 25/julho |
| 25km feminino  | 25/julho |

## Quadro de medalhas
| Ordem | País           |   |   |   |    |
| 1     | Alemanha       | 3 |   |   | 3  |
| 2     | Austrália      | 1 | 1 |   | 2  |
| 3     | Itália         | 1 |   | 2 | 3  |
| 4     | Grã-Bretanha   | 1 |   |   | 1  |
| 5     | Rússia         |   | 3 | 1 | 4  |
| 6     | Estados Unidos |   | 1 | 1 | 2  |
| 7     | Grécia         |   | 1 |   | 1  |
| 8     | África do Sul  |   |   | 1 | 1  |
| 8     | Brasil         |   |   | 1 | 1  |
| TOTAL | TOTAL          | 6 | 6 | 6 | 18 |

## Medalhistas
Masculino
| Evento        | Ouro              | Prata                   | Bronze                |
| 5km detalhes  | GER Thomas Lurz   | GRE Spyridon Gianniotis | RSA Chad Ho           |
| 10km detalhes | GER Thomas Lurz   | USA Andrew Gemmell      | USA Fran Crippen      |
| 25km detalhes | ITA Valerio Cleri | AUS Trent Grimsey       | RUS Vladimir Dyatchin |

Feminino
| Evento        | Ouro                | Prata                      | Bronze               |
| 5km detalhes  | AUS Melissa Gorman  | RUS Larisa Ilchenko        | BRA Poliana Okimoto  |
| 10km detalhes | GBR Keri-Anne Payne | RUS Ekaterina Seliverstova | ITA Martina Grimaldi |
| 25km detalhes | GER Angela Maurer   | RUS Anna Uvarova           | ITA Federica Vitale  |